# Whales Back (mielizna po wschodniej stronie Seal Island)
Whales Back – mielizna (back) w kanadyjskiej prowincji Nowa Szkocja, w hrabstwie Yarmouth (43°23′52″N, 66°00′16″W), po wschodniej stronie wyspy Seal Island; nazwa urzędowo zatwierdzona 25 czerwca 1974.